# São Mamede (Évora)
A Freguesia de São Mamede foi uma pequena freguesia portuguesa do Município de Évora que tinha 0,23 km² de área e 1 724 habitantes (2011), e, por isso, uma densidade populacional de 7 495,7 hab/km². Correspondia a esta freguesia, uma das mais antigas da cidade, uma parte intra-muros de Évora, compreendendo o espaço que vai sensivelmente da Rua José Elias Garcia (antiga Rua da Lagoa) até à Rampa do Seminário e Rua do Menino Jesus. A igreja paroquial de São Mamede foi reconstruída no século XVI.
Foi extinta em 2013, no âmbito de uma reforma administrativa nacional, para, em conjunto com Sé e São Pedro e Santo Antão, formar uma nova freguesia denominada União das Freguesias de Évora (São Mamede, Sé, São Pedro e Santo Antão) da qual é a sede.

## População
| População da Freguesia de Évora (São Mamede) | População da Freguesia de Évora (São Mamede) | População da Freguesia de Évora (São Mamede) | População da Freguesia de Évora (São Mamede) | População da Freguesia de Évora (São Mamede) | População da Freguesia de Évora (São Mamede) | População da Freguesia de Évora (São Mamede) | População da Freguesia de Évora (São Mamede) | População da Freguesia de Évora (São Mamede) | População da Freguesia de Évora (São Mamede) | População da Freguesia de Évora (São Mamede) | População da Freguesia de Évora (São Mamede) | População da Freguesia de Évora (São Mamede) | População da Freguesia de Évora (São Mamede) | População da Freguesia de Évora (São Mamede) |
| -------------------------------------------- | -------------------------------------------- | -------------------------------------------- | -------------------------------------------- | -------------------------------------------- | -------------------------------------------- | -------------------------------------------- | -------------------------------------------- | -------------------------------------------- | -------------------------------------------- | -------------------------------------------- | -------------------------------------------- | -------------------------------------------- | -------------------------------------------- | -------------------------------------------- |
| 1864                                         | 1878                                         | 1890                                         | 1900                                         | 1911                                         | 1920                                         | 1930                                         | 1940                                         | 1950                                         | 1960                                         | 1970                                         | 1981                                         | 1991                                         | 2001                                         | 2011                                         |
| 2 479                                        | 2 607                                        | 3 142                                        | 3 327                                        | 3 961                                        | 2 009                                        | 4 611                                        | 4 609                                        | 6 081                                        | 5 094                                        | 3 829                                        | 3 774                                        | 2 920                                        | 2 170                                        | 1 724                                        |

## Património
- Aqueduto da Água de Prata
- Convento de Santa Mónica
- Convento de São José
- Fonte do Largo de Avis
- Igreja de São Mamede
- Porta de Aviz ou Porta de Avis